# Pós-socialismo
Pós-socialismo é o estudo acadêmico de Estados após a queda ou declínio do socialismo, com foco na cultura, subjetividades e vida cotidiana das sociedades especialmente na Europa Oriental e na Ásia. 
O "socialismo" no contexto do "pós-socialismo" não se baseia em uma concepção marxista do socialismo, mas sim, particularmente na condição da Europa Oriental, na ideia de "socialismo real". Estudiosos dos estados pós-socialistas sustentam que, mesmo que os sistemas políticos e econômicos vigentes não aderissem às ideias marxistas ortodoxas de "socialismo", esses sistemas foram reais e tiveram efeitos reais sobre culturas, sociedade e subjetividades individuais. Estudiosos do pós-socialismo frequentemente recorrem a outros quadros teóricos como o pós-colonialismo e focam especialmente na evolução das relações de trabalho, papéis de gênero e afiliações políticas étnicas e religiosas. A ideia de pós-socialismo também tem sido criticada, no entanto, por colocar tanta ênfase no impacto do socialismo, enquanto o termo "socialismo" permanece difícil de definir, especialmente se estendido além da Europa Oriental.

## Visão Geral
O pós-socialismo concentra-se nos efeitos culturais e sociais duradouros do socialismo real, e em como os legados do socialismo interagem com as políticas de livre mercado ou neoliberais dos anos 1990. Como estrutura analítica, o pós-socialismo enfatiza a importância do Estado socialista e fornece uma perspectiva crítica sobre as "formas econômicas e políticas ocidentais" que surgiram em seu lugar. Embora os termos pós-socialista e pós-comunista sejam em grande parte intercambiáveis, o pós-comunismo foca mais nas mudanças institucionais e formais, enquanto o pós-socialismo geralmente está mais preocupado com cultura, subjetividades e vida cotidiana.
Estudiosos pós-socialistas, como teóricos pós-coloniais, preocupam-se com as tensões entre a bolsa de estudos ocidental, incluindo a deles próprios, sobre as regiões que estudam e a bolsa de estudos local. Estudiosos pós-socialistas enquadraram alguns de seus estudos em resposta a modelos estruturais que projetam uma "transição" entre um Estado socialista e uma economia de mercado democrática. Esses estudiosos criticam esses estudos, conhecidos como "transitologia", por serem teleológicos, baseados excessivamente em ideias ocidentais e simplistas. Em vez de "transição", estudiosos pós-socialistas preferem descrever "transformações" resultantes do fim do socialismo, evitando o ponto final implícito contido em "transição" e permitindo que muitas mudanças diferentes aconteçam simultaneamente e de maneiras complementares ou contraditórias.
Alguns estudiosos pós-socialistas, como Katherine Verdery, postulam que as Revoluções de 1989 devem ser considerados um ponto de virada não apenas para os estados anteriormente socialistas, mas para o mundo de forma mais ampla, porque a existência desses estados "socialistas" foi central para a geopolítica, a economia global e para a autodefinição também dos Estados não socialistas.

## Pós-socialismo e campos acadêmicos

### Pós-colonialismo
Assim como o pós-socialismo, a teoria pós-colonial fornece uma perspectiva crítica sobre os legados culturais e sociais de um sistema hegemônico, enfoca continuidades através de períodos de mudança política estrutural e critica a bolsa de estudos ocidental dominante. Estudiosos do pós-socialismo, como Katherine Verdery, Sharad Chari e Jill Owczarak, exploraram as sobreposições potenciais entre pós-socialismo e pós-colonialismo e as maneiras como essas teorias podem se informar mutuamente.
Existem algumas diferenças chave entre pós-socialismo e pós-colonialismo. Primeiro, embora pensadores influentes como Frantz Fanon e Aimé Césaire tenham escrito textos durante o auge da descolonização, os estudos pós-coloniais surgiram como campo principalmente nos anos 1980, enquanto o pós-socialismo surgiu em meados dos anos 1990, apenas alguns anos após a queda da maioria dos estados comunistas. Owczarzak afirma que o pós-colonialismo tem uma base teórica mais clara, enquanto a maioria dos estudos sobre pós-socialismo é geograficamente unificada porque se concentra nos estados da Europa Oriental. Notavelmente, Arif Dirlik havia desenvolvido o conceito de pós-socialismo no contexto dos estudos chineses antes da queda do socialismo na Europa Oriental, mas o fez com base em uma definição significativamente diferente de pós-socialismo.
Verdery e Chari apresentam três maneiras principais de combinar pós-socialismo e pós-colonialismo ou pensar "entre os pós". Primeiro, pós-socialismo e pós-colonialismo podem ser usados para explorar a relação entre "império e capital", especialmente recorrendo a estudos das "tecnologias do poder imperial", estudos da relação entre império e sentimento étnico ou nacionalista, e estudos do neocolonialismo e neoliberalismo que exploram "novos tipos de intervenções políticas e econômicas nos assuntos de estados formalmente soberanos". Segundo, pós-socialismo e pós-colonialismo podem ser combinados para desfazer as tendências da era da Guerra Fria de que os estudos dos "Três Mundos" tratassem cada "mundo" isoladamente e dependessem de diferentes campos para analisar cada um. E terceiro, o pós-socialismo pode se basear nas teorias pós-coloniais de raça para analisar a promoção de "inimigos internos" sob o socialismo e o desenvolvimento do etnonacionalismo na Europa Oriental. Verdery e Chari propõem uma perspectiva unificada, "estudos pós-Guerra Fria", que leve em conta o impacto da Guerra Fria tanto no processo de descolonização quanto na progressão e queda do socialismo na Europa Oriental.
Owczarak concentra-se em dois temas do pós-colonialismo que os estudiosos usam na análise do pós-socialismo. Primeiro, os estudiosos podem recorrer ao conceito de Orientalismo de Edward Said, uma vez que a Europa Oriental há muito "serviu como o 'Outro' intermediário da Europa Ocidental" e foi percebida como relativamente atrasada e necessitada de civilização ou educação. Segundo, estudiosos pós-socialistas podem usar o conceito pós-colonial de "hibridismo", ou "pertencer a múltiplos mundos", para explorar as maneiras pelas quais os estados da Europa Oriental são tanto "orientais" quanto "ocidentais". Essas ferramentas analíticas podem ajudar os estudiosos a levar em conta como as análises e identidades na Europa Oriental são formadas com referência a preocupações tanto da Europa Ocidental quanto locais.

### Pós-socialismo e gênero
Questões relacionadas ao gênero, especialmente o aborto, tornaram-se grandes pontos críticos políticos nos estados pós-socialistas, e o gênero é um foco importante dos estudos pós-socialistas. Muitos estados pós-socialistas têm poderosos movimentos políticos conservadores, natalistas e antifeministas. Estudiosos pós-socialistas explicam esses desenvolvimentos como sendo, em certa medida, uma reação contra o que muitos percebiam como a natureza "feminizante" ou "materna" do estado socialista, que fornecia muitos serviços para a família e se associou ao próprio termo "feminismo". Os desenvolvimentos sob o pós-socialismo envolvem, então, "obrigar as mulheres a voltarem aos papéis de nutrição e cuidado 'naturais' ao seu sexo e restaurar aos homens sua autoridade familiar 'natural'". O recuo do estado do domínio público - em termos de direitos reprodutivos, emprego garantido e assistência social - também levou a uma perda de trabalho e engajamento na sociedade civil para as mulheres, no que Frances Pine chama similarmente de "recuo para o doméstico".
Estudiosos do pós-socialismo também analisaram a interação entre diferentes visões do feminismo. Análises de feministas ocidentais e ajuda de ONGs feministas ocidentais encontraram certa resistência de feministas da Europa Oriental que abraçam ideias de feminilidade e diferença de gênero e criticaram observadores ocidentais por não entenderem as dinâmicas de gênero locais. Ao mesmo tempo, algumas feministas mais jovens da Europa Oriental recorreram a instituições e ideias ocidentais por inspiração, apoio ou legitimação, acrescentando uma tensão geracional às questões de gênero na região.

### Pós-socialismo e capitalismo
Estudiosos como a antropóloga Nicolette Makovicky veem utilidade em interrogar as sociedades pós-socialistas como exemplos específicos de capitalismo local e variantes de modelos neoliberais de governança. Ao enfatizar o efeito de longo prazo e contínuo das mudanças econômicas, Makovicky e outros que empregam abordagens etnográficas chamam atenção para o pós-socialismo como uma forma específica de desapossamento, reformulação da subjetividade e descontinuidade temporal contínua. Estudiosos inspirados pela geografia crítica e antropologia usam o conceito de desapossamento para abrir a discussão do pós-socialismo como produtor de formas específicas de populismo iliberal, formas de cidadania emocional precária, e nostalgia socioeconômica gerada.

### Pós-socialismo e China
Embora o Partido Comunista da China (PCCh) ainda esteja no poder, as políticas de "reforma e abertura" e as mudanças simultâneas na economia e sociedade chinesa levaram alguns estudiosos a usar o rótulo pós-socialista para descrever a China. Arif Dirlik usou esse termo pela primeira vez em 1989 na tentativa de teorizar a "condição de contradição e incerteza ideológica" presente em um estado que continuava a se chamar socialista (com o termo "socialismo com características chinesas") enquanto empreendia reformas econômicas capitalistas. Dirlik argumenta que a reforma na China criou uma tensão entre a autodefinição contínua do PCCh como socialista e seu uso da "revolução socialista" para fomentar o nacionalismo, e as pressões internas e externas da integração com a economia capitalista mundial. Para Dirlik, o pós-socialismo é uma forma de descrever a "luta discursiva entre o capitalismo contemporâneo e o 'socialismo realmente existente' para se apropriar do futuro".
A concepção de pós-socialismo de Dirlik também rejeita a ideia de uma transição linear do socialismo para a economia de mercado capitalista, mas, ao contrário da bolsa de estudos posterior sobre o pós-socialismo focada na Europa Oriental, a teoria de Dirlik está focada em visões políticas e econômicas, e não na cultura e na vida cotidiana. Assim, a teoria de Dirlik não se destina a direcionar permanentemente os estudos sobre a China em uma direção particular, mas sim a afastar-se de rótulos definitivos e "repensar o socialismo" e suas tensões e laços com o capitalismo.
Em 1994, Paul Pickowicz propôs uma compreensão diferente do pós-socialismo na China baseada no cinema e na cultura, olhando de "baixo para cima" em vez de "cima para baixo". Analisando os filmes dos anos 1980 do diretor Huang Jianxin, Pickowicz argumenta por uma "identidade" e "condição cultural" pós-socialista que é compartilhada na China e nos estados anteriormente socialistas da Europa Oriental, consistindo principalmente em uma visão "negativa, distópica" da sociedade e uma sensação de "profunda desilusão", "falta de esperança", "alienação" e falta de uma visão positiva ou esperança de mudança. Como estudiosos do pós-socialismo da Europa Oriental, Pickowicz enfoca a experiência do socialismo refletida na cultura, mas o pós-socialismo de Pickowicz tem uma dimensão adicional: como o PCCh ainda está no comando, obras de arte pós-socialistas "'subvertem' ... o sistema socialista tradicional opressor desconstruindo a mitologia do socialismo chinês".
Desde o surgimento dos estudos pós-socialistas relacionados à Europa Oriental, alguns estudiosos da China adaptaram esses estudos à China. Kevin Latham, seguindo estudiosos como Verdery, argumenta por descrever a China durante a Era da Reforma como "pós-socialista" em vez de uma "versão híbrida de socialismo" porque os estudos pós-socialistas destacam tanto as "rupturas radicais quanto as continuidades que existem lado a lado e se informam mutuamente". Latham também segue Dirlik, no entanto, ao definir pós-socialismo como não significando um "simples 'depois' em termos lógicos ou cronológicos", o que significa que a China pós-socialista não é definida apenas por transformações da era anterior, mas também por instituições e sensibilidades que permaneceram as mesmas. Latham também argumenta que, embora a "transitologia" ou um foco na "transição" da China para o capitalismo seja um quadro de análise inadequado, também é importante que "a noção de transição na retórica local desempenhe um papel importante na manutenção da legitimidade do Partido". Nos anos 1990, segundo Latham, o PCCh usou ideias deliberadamente vagas de "transição" para obter apoio para a continuação das reformas. As pessoas poderiam perseverar através dos vários problemas criados pela Reforma se algo melhor estivesse do outro lado.

## Críticas
Uma crítica básica ao pós-socialismo, geralmente reconhecida por seus proponentes, é que, à medida que o "socialismo" do pós-socialismo se afasta, a análise pós-socialista corre o risco de ignorar ou interpretar mal desenvolvimentos mais recentes. Como observa a antropóloga Caroline Humphrey, o pós-socialismo também está aberto à crítica de que remove a agência dos atores locais ao "[implicar] restrições à liberdade das pessoas nesses países de determinar seus próprios futuros". No entanto, Humphrey apoia o uso contínuo do termo porque o "socialismo real" foi "profundamente penetrante" e "teve uma certa unidade fundacional" e sua influência persiste e permanece insuficientemente compreendida.
O cientista político Jordan Gans-Morse criticou os estudiosos pós-socialistas (ele usa o termo "pós-comunista", mas se refere a ambos) por exagerar a prevalência de narrativas teleológicas do desenvolvimento político e econômico da Europa Oriental e por confundir "transitologia" e "teoria da modernização" quando as duas eram distintas. Gans-Morse reconhece algumas das críticas dos estudiosos pós-socialistas, mas argumenta que as teorias de "sequências de transição de tipo ideal" não preveem ou prescrevem realmente um determinado ponto final, mas permitem que os estudiosos analisem como e por que um estado se desviou do modelo, uma forma de análise que pode ser preferível a "transformações" abertas. Gans-Morse também argumenta que teorias alternativas de mudança nesses estados podem ser usadas como pontos de comparação, como "revolução, colapso institucional seguido por (re)construção estatal ou descolonização". A crítica de Gans-Morse, notavelmente, visa construir uma melhor compreensão desses estados para o campo da "política comparada", um campo mais inclinado ao tipo de modelagem de tipo ideal que ele defende do que a antropologia, o campo de muitos estudiosos pós-socialistas.
O cientista político David Ost, embora não critique a noção de pós-socialismo em si (ele usa o termo "pós-comunismo" em todo o seu texto), argumentou com base em seu estudo dos sindicatos que "o pós-comunismo acabou" e a "economia global chegou". Ost argumenta que os sindicatos sob o pós-comunismo eram "'produtivistas' par excellence", interessados em proteger os interesses dos trabalhadores qualificados, reduzir a força de trabalho de trabalho não qualificado ou subutilizado (frequentemente feminino) e acreditando que o mercado valorizaria e recompensaria seu trabalho qualificado. O sinal de que o pós-comunismo terminou, para Ost, é que os sindicatos voltaram a ser baseados em classe, com muitas das transformações pós-comunistas completas e uma nova geração de líderes sindicais surgida na era do "capitalismo realmente existente" e sua exploração do trabalho. Ost projeta o surgimento de um "movimento trabalhista dividido" na sombra agora do pós-comunismo, com sindicatos de mão de obra qualificada mais bem-sucedidos em defender seus interesses de classe e outros sindicatos lutando. Assim, para Ost, a região da Europa Oriental ainda requer seu próprio quadro de análise, mas esse quadro de análise deve focar o legado do pós-comunismo, não do comunismo, porque a transformação estrutural do socialismo estatal para uma economia de mercado capitalista estava completa e os efeitos dessa transformação agora moldavam o movimento trabalhista.
Martin Müller montou recentemente uma crítica teórica ao pós-socialismo, argumentando que o pós-socialismo não só é marginal na teoria social e cultural, mas "perdeu seu objeto", no sentido de que o socialismo não é tão importante para os desenvolvimentos contemporâneos, e tem "implicações conceituais e políticas problemáticas". Müller critica o pós-socialismo especificamente em cinco pontos. Primeiro, o pós-socialismo se refere a um "objeto em desaparecimento" e é cada vez menos útil para analisar novos desenvolvimentos. Segundo, o pós-socialismo "privilegia a ruptura", centralizando-se na queda do socialismo e, assim, enfatizando a quebra em vez da continuidade e criando uma unidade entre "socialismos" que não existia necessariamente. Terceiro, o pós-socialismo está excessivamente ligado à Europa Central e Oriental e à antiga União Soviética, e é limitado por não levar em conta "uma visão relacional, desterritorializada do espaço" apropriada a um mundo globalizado. Quarto, o pós-socialismo é "orientalizador", no sentido de que "reflete discursos, abordagens e reivindicações de conhecimento especificamente ocidentais" e não consegue cumprir sua injunção de ouvir estudiosos e teorias "nativos". Quinto, o pós-socialismo "corre o risco de se tornar politicamente desempoderador" ao sugerir que o socialismo está "acabado e resolvido" e fechar a possibilidade de uma nova variante não marxista-leninista.